# 絕世天劫
是一部美國1998年科幻災難片，該片由麥可·貝執導，傑瑞·布洛克海默監製，試金石影業製片。英文片名Armageddon源於聖經啟示錄中世界末日哈米吉多頓。該片講述了美國太空總署派遣鑽油工人在撞擊地球的小行星上鑽井，並炸毀該小行星的故事。電影主演包括布魯斯·威利、班·艾佛列克、比利·波爾·科頓、麗芙·泰勒、歐文·威爾森、威廉·菲德內爾、麥可·克拉克·鄧肯、基夫·大衛和史提夫·布希米。
《世界末日》電影上映日期剛好是同樣為科幻災難片的《彗星撞地球》上映兩個多月後，該片則由勞勃·杜瓦與摩根·費里曼等主演。在票房上，《世界末日》的票房超越《彗星撞地球》，主要是天文學家認為《世界末日》電影在描述撞擊事件時，在科學上比《彗星撞地球》更加精準真實。儘管遭到許多負面評論，《世界末日》在全球票房仍非常成功，在1998年十大票房電影排名上，《世界末日》以5億5仟萬美元位居第一，超越由史蒂芬·史匹柏執導的二戰史詩片《搶救雷恩大兵》。
此片在香港由洲立影片發行有限公司發行。

## 剧情
亞特蘭提斯號太空梭在執行任務時，遭到流星雨擊毀，而從美國東岸南卡羅來納州到芬蘭都有遭到流星撞擊的災情傳出。美國太空總署隨後發現是一個德州一樣大的隕石的引力造成小行星帶軌道變動，使小行星帶上的星體向地球撞擊，隨後預估該隕石將在18天後撞擊地球，造成地球上包括細菌在內所有的生物滅絕。
由楚門（比利·鮑伯·松頓飾演）領導的太空總署科學團隊，計畫在隕石上鑽800英尺（240）深的洞，將核彈放置在隕石內部並將其引爆，使隕石一分為二飛過地球兩側。科學團隊最後決定聯繫世界上頂尖的深海石油鑽井專家及大老板哈利·史坦伯（布魯斯·威利飾演）來領導團隊。哈利此時正在南海一鑽油平台上，他不信任他一個年輕屬下小傑（班·艾佛列克飾演），並極其反對他的女兒格蕾絲（麗芙·泰勒飾演）與小傑交往。
就在此時，美國政府找上了哈利，於是哈利帶著女兒格蕾絲一同前往太空總署。在得知太空總署的計畫後，哈利要求要帶他的石油工人團隊，才願意幫助太空總署的拯救計畫，哈利選擇的部下們個個滑稽搞笑又別具特色，這其中包括剛被開除的小傑。所有部下在得知消息後都同意幫助哈利，但他們開出不尋常的獎勵清單，要求美國政府必須答應才願意加入團隊。之後，太空總署在短時間內訓練這些石油工人執行太空任務，而哈利協助改裝"穿山甲"鑽洞機器。在接近任務執行日前，上海及東亞各地遭到流星雨撞擊災難，使該隕石及太空總署的計畫被公諸於世。任務執行前，小傑和格蕾絲私下訂婚，令哈利更加對小傑反感。
在任務執行第一天，太空總署計劃發射自由號與獨立號兩艘X71型太空船執行任務，太空船在升空後，於利用月亮重力助推到隕石後方前，先至俄國和平號太空站補給液氧燃料。在俄國太空站上，駐站俄籍太空人列夫·安德羅波夫（彼德·史美爾飾演）協助任務團隊補給燃料，然而在補給燃料期間，因燃料外洩造成太空站發生火災而炸毀，團隊所有人包括列夫在千均一髮之際一同逃回太空船。兩艘太空船隨後利用月亮重力助推，飛至隕石後方，但在接近隕石期間，獨立號引擎遭到隕石後方碎片擊中，導致其墜毀在隕石上，在地球上的格蕾絲收到獨立號墜毀的消息，感到悲痛萬分，以為小傑在撞擊後喪生。然而，獨立號成員中的小傑、大熊（麥可·克拉克·鄧肯飾演）、列夫存活下來，並決定開著"穿山甲"與自由號會合。
另一方面，自由號雖然錯過原本預定降落地點，仍然成功降落在隕石上，但是該降落區地表鐵氧金屬成份過高，使得鑽洞任務更加困難，而他們只有8小時時間來鑽800英尺（240）深的洞，否則隕石越過最後防線任務就算失敗。然而該地表鑽洞難度過高，導致鑽洞進度嚴重落後，考慮到與地球訊號失去聯絡的狀況，美國軍方決定啟動"第二計畫"，準備在地球遠端讓核彈於隕石表面引爆，儘管楚門與哈利堅決反對"第二計畫"。美國軍方在總統授權後啟動緊急程序，準備接管任務並啟動核彈引爆裝置，而楚門試圖叫其下屬暫停倒數計時器。在自由號上，哈利與駕駛威利·夏普上校（威廉·菲德內爾飾演）打成一團，哈利試圖說服夏普上校阻止核彈引爆，而夏普上校最終被哈利說服，並拆除核彈遠端引爆計時器。哈利最終繼續帶著團隊執行鑽洞任務，但是在過程中挖到天然氣層，導致自由號的"穿山甲"被炸毀，鑽洞任務被迫中斷，哈利等人在事後認為任務已經失敗。而在此時，歐洲發生撞擊災難，其中法國巴黎被隕石摧毀。世界各大城市隨即發生大規模暴動，超過34個國家陷入無政府狀態或實施戒嚴。
在眾人以為任務失敗而絕望之際，獨立號倖存三人開著另一台"穿山甲"歷經千辛萬苦及時抵達自由號鑽洞地點，讓哈利等人重新振作，而鑽洞任務得以持續進行。在小傑的操控技術及許多人的犧牲下，終於挖到指定深度，但是由於發生隕石碎片飛濺意外，導致核彈遙控計時器被碎片擊壞，這表示必須有一人留下來引爆核彈。眾人在討論後決定抽籤，誰中了就留下來引爆核彈，結果小傑抽中了籤，必須留下來引爆核彈。哈利隨後決定送小傑出太空船，但在小傑出太空船之際，哈利拔掉小傑的氧氣管，並把小傑推回升降艙。哈利在升降艙外告訴小傑，引爆核彈是他的任務，而小傑的任務是娶她的女兒格蕾絲，並說他早已當小傑是親生兒子，且以小傑為榮。隨後哈利到"穿山甲"艙內與在太空總署的女兒格蕾絲聯繫，與她做最後的告別。
在自由號上，因引擎故障而遲遲無法離開隕石，在隕石突破最後防線前1分鐘終於發動引擎，並迅速升空離開隕石飛至安全區。在隕石上的哈利則因地表天然氣爆發而震飛，但仍在最後一刻成功引爆核彈，引爆的一瞬間哈利回想起與女兒格蕾絲的所有回憶。隕石最後被一分為二，成功從地球兩側飛越過，地球上的所有人都因任務成功而歡呼，惟獨格蕾絲因其父親哈利犧牲而難過。剩餘的成員最終搭乘自由號安全返回地球，所有成員在事後都成為拯救世界的大英雄。小傑最後與格蕾絲結婚，在結婚會場上，放置著哈利與其他喪生成員的遺照。

## 主要演員
- 布魯斯·威利飾哈利·史坦伯（Harry Stamper），石油公司大老闆，頂尖的鑽洞專家。
- 麗芙·泰勒飾格蕾絲·史坦伯（Grace Stamper），哈利的女兒。
- 班·艾佛列克飾A.J.弗斯特（A.J. Frost），綽號小傑，哈利下屬員工。
- 比利·鮑伯·松頓飾丹·楚門（Dan Truman），美國太空總署領導人 。
- 史蒂夫·布西密飾色狼，業餘礦物學家，哈利下屬員工。
- 歐文·威爾森飾奧斯卡·喬伊（Oscar Choi），業餘地質學家，哈利下屬員工。
- 麥可·克拉克·鄧肯飾奧的斯·昆林（J. Otis "Bear" Kurleen），綽號大熊，哈利下屬員工。
- 彼德·史美爾飾列夫·安德羅波夫（Lev Andropov），俄國太空站太空人。
- 威廉·菲德內爾飾威利·夏普上校（Willie Sharp），自由號駕駛。
- 韋·柏頓（英语：Will Patton）飾查爾斯·查普爾（Charles "Chick" Chapple），綽號奇克，哈利下屬員工兼好友。
- 克拉克·布洛利（Clark Brolly）飾弗雷德·努南（Fred Noonan），哈利下屬員工。
- 肯·哈德森·坎貝爾（英语：Ken Hudson Campbell）飾麥克斯·倫納特（Max Lennert），哈利下屬員工。
- 基夫·大衛飾吉姆斯將軍（Kimsey）。
- 潔西卡·史汀（英语：Jessica Steen）飾珍妮弗·瓦特（Jennifer Watts），自由號副驾驶。
- 葛雷森·麥考奇（英语：Grayson McCouch）飾格魯伯爾（Gruber），美國太空總署太空人。
- 傑森·艾塞克飾罗纳德·昆西博士（Dr. Ronald Quincy），美國太空總署科學家。
- 克里斯·埃里斯（英语：Chris Ellis (actor)）飾瓦特·克拉克（Walter Clark），美國太空總署職員。
- 葛蕾斯·薩布麗斯基（英语：Grace Zabriskie）飾多緹（Dottie）。
- 茱蒂丝·豪格（英语：Judith Hoag）飾丹妮斯（Denise）。
- 尤杜·奇爾飾心理學家。
- 肖妮·史密斯飾紅髮女子。
- 卻爾登·希斯頓飾旁白。
- 麥可·貝飾美國太空總署科學家 (未登錄在角色名單)。
- 勞倫斯·蒂爾尼（英语：Lawrence Tierney）飾霍利斯·弗農·格拉普·史坦伯（Hollis Vernon Grap Stamper）(未登錄在角色名單)。
- 傑德·華塔納別（英语：Gedde Watanabe）飾亞洲旅客(未登錄在角色名單)。

## 製作
主體拍攝於1997年8月27日開始，拍攝地包含南达科他州、洛杉矶、佛罗里达州和休斯敦。
1998年5月，華特迪士尼影業集團主席喬伊·羅斯增加300萬美金電影預算，其中將增加額外的特效場面。這些額外的特效場面，包括增加電視預告片場景，用以區分兩個多月前上映的《彗星撞地球》。:221
總共有9位編劇編寫電影劇本，其中有5個劇本被採用。除了罗伯特·罗伊·普尔、乔纳森·汉斯雷、東尼·吉羅伊、夏恩·薩雷諾、J·J·亞柏拉罕五人以外，還包括保羅·艾登納西歐、安·白德曼、斯科特·罗森伯格、羅伯·湯恩等四位編劇。原本該劇本採用乔纳森·汉斯雷以罗伯特·罗伊·普尔為基礎的版本，並准許由試金石影業發行。然而監製人傑瑞·布洛克海默後來仍決定聘請其他編劇，以汉斯雷的版本為基礎，重寫及修飾成一篇新的劇本。

### 配樂
《世界末日》總共發行兩張電影原聲帶。第一張為哥倫比亞唱片於1998年6月23日發行的《世界末日原聲帶》；專輯內包括史密斯飛船合唱團的電影主題曲《I Don't Want to Miss a Thing》，以及一首插曲《What Kind of Love Are You On》。
另一張原聲帶由索尼經典唱片於1998年11月10日發行的《世界末日：原聲大碟》（英語：Armageddon: Original Motion Picture Score），其中包括更完整的特雷弗·拉賓配樂及插曲。

## 發行
在《世界末日》上映前，已在美國國家橄欖球聯盟第三十二屆超級盃上花費260萬美金的廣告費用。:224

### 家用媒體
儘管受到褒貶不一的評論，《世界末日》的DVD版本仍由標準收藏發行，主要是電影發行專家認為在藝術電影市場上，該電影是重要地古典與現代融合的電影，並且該電影在劇院很賣座。一篇由教導麥可·貝的衛斯理大學導師兼電影學者珍妮·貝辛格編寫的文章，支持選擇《世界末日》，貝辛格在文章內提到該電影是集結動態、光線、色彩、形狀、混亂、狂歡、以及爆炸等尖端藝術作品。貝辛格認為這部電影在歌頌藍領，提及在電影內讓這些普通人獲得尊貴，激勵他們所努力的事，並讓他們成為史詩般的故事。另外，貝辛格還指出電影前幾分鐘影像，主角的形象都完全顯示出來，並指稱「如果這不是劇本安排的，我不知道會是什麼。」（《原文》If that isn't screenwriting, I don't know what is.）2010年，試金石影業為《世界末日》推出家庭娛樂標準版藍光光碟。

### 哥倫比亞號太空梭災難
在2003年發生哥倫比亞號太空梭災難後，一些偽造影片植入《世界末日》中，如亞特蘭提斯號太空梭在維修衛星時，遭流星雨擊毀的片段。為了回應這些偽造影片，FX電視台移除原本夜間播放時段預定播放的《世界末日》，改成播放《異形2》。

## 反應

### 票房
《世界末日》自1998年7月1日起，在美加地區已有3,127家電影院上映。在上映第一星期，票房就已經成長到3600萬美元，位居當周電影票房冠軍。美加地區票房最後總共為2億160萬美元，其他地區票房總計為3億5210萬美元，總計全球票房為5億5370萬美元。

### 評價
《世界末日》上映後，收到不少負面評論，大部分的負面評論是「剪輯畫面過於迅速」（原文：「the furious pace of its editing」）:220，美國影評人羅傑·伊伯特甚至聲稱這一部被他列入最痛恨電影的名單上，在伊伯特早期的評論寫道：「這部電影攻擊你的眼睛、你的耳朵、你的大腦、你的常識，和人類希望被娛樂的欲望。」（原文：The movie is an assault on the eyes, the ears, the brain, common sense and the human desire to be entertained）。在伊伯特與西斯科尔的電影評論節目上，伊伯特評論《世界末日》爛透了，但是他的搭檔吉恩·西斯科尔卻給予《世界末日》非常好的評價。伊伯特甚至將《世界末日》評為1998年最糟電影，而在此之前，伊伯特曾考慮將此名頭頒給《天旋地转》。另一位美國影評人陶德·麥卡錫也在《綜藝》雜誌上給予負面評價，並嚴厲批評導演麥可·貝的快速剪輯畫面的風格，麥卡錫提道：「大部分的混亂畫面，和電影的節奏或角色發展的缺少，歸因於貝的快速剪輯畫面風格，這就像是一機槍卡彈卡二個半小時一樣。」（原文：「Much of the confusion, as well as the lack of dramatic rhythm or character development, results directly from Bay's cutting style, which resembles a machine gun stuck in the firing position for 2½ hours.」）:220在爛番茄上，《世界末日》只獲得39%好評，而在Metacritic上，《世界末日》獲得42%好評。
根據《彗星撞地球》編劇布魯斯·喬爾·魯賓與迪士尼製作總編在午後談話的筆記上指出，該次會談啟發迪士尼製作《世界末日》電影。
2013年4月，在《邁阿密先驅報》對麥可·貝另一電影《不勞而禍》專訪下，麥可·貝在當中再度提及《世界末日》：
...我們製作整部電影只用了16星期，這是一項艱鉅的任務。這對電影是不公平的，如果我能我會重做整個電影第三幕，但製片商已經拿走了電影。這是很可怕的，我的視覺特效總監現在得到神經衰弱，所以我也要管理那方面。我打電話問詹姆斯·卡麥隆：『當你自己做所有特效時，到底該做什麼？』，但最後這部電影的票房很好。

原文：...We had to do the whole movie in 16 weeks. It was a massive undertaking. That was not fair to the movie. I would redo the entire third act if I could. But the studio literally took the movie away from us. It was terrible. My visual effects supervisor had a nervous breakdown, so I had to be in charge of that. I called James Cameron and asked 'What do you do when you are doing all the effects yourself?' But the movie did fine.
在以上文章刊登一段時間後，麥可·貝修正自己的立場，聲稱他只對電影剪輯這部份道歉，而並非對整部電影道歉，並指責專欄作家對他的言論斷章取義。但是《邁阿密先驅報》文章作者勒內·羅德里格斯（Rene Rodriguez）聲稱：「NBC要求我回應，而我則播了此訪問的錄音帶。我並沒有錯誤地引用任何人談話，錯誤引用的是所有報導此新聞的網站。」（原文：NBC asked me for a response, and I played them the tape. I did not misquote anyone. All the sites that picked up the story did.）

### 科學準確度
在《娛樂周刊》專訪下，導演麥可·貝坦言，這部電影的核心前提「即美國太空總署可以依照像這樣的情況同樣解決問題」是不切實際的。編劇曾提及到，在他的劇本版本中，認為使用反重力裝置來避免彗星撞擊地球會更符合現行的科學研究。另外在專訪最後一段提及到「美國太空總署的合作與援助並沒有反應在支持電影內容，或是任文文字描述內容等。」（《原文》The National Aeronautics and Space Administration's cooperation and assistance does not reflect an endorsement of the contents of the film or the treatment of the characters depicted therein.）
2012年，有一篇標題為《布魯斯·威利是否能拯救世界？》（Could Bruce Willis Save the World?）的論文刊登在英國萊斯特大學的《物理專題期刊》（Journal of Physics Special Topics）上。論文中表示，布魯斯·威利的方法確實有效，但必須使用比蘇聯沙皇炸彈還要強10億倍爆炸威力的氫彈才行。如果將電影中描述的小行星大小、密度、速度、以及與地球距離等訊息來估計，發現要將小行星一分為二越過地球兩側要耗費800兆焦耳的能量。相比之下，蘇聯在1961年試爆的沙皇炸彈總能量只有418拍焦耳（0.000418兆焦耳）。

### 劇中台詞出現「Made in Taiwan」
電影中某段劇情出現俄國太空人列夫·安德羅波夫在檢修自由號太空船裝置時，因為看不懂英文，乾脆氣憤地直接拿鐵鎚敲打，並說了「零件、美國零件、俄羅斯零件都是台灣製造！」（《原文》：「Components,American Components,Russian Components,all made in Taiwan！」）該片段諷刺當時1980年代台灣製造製造的產品在全球市佔率很普及，但也因製造成本廉價而品質低下。同時期同樣有諷刺台灣製造的好萊塢電影片段還包括《玩具總動員》、《致命的吸引力》…等等。

## 獎項
《世界末日》在第71屆奧斯卡金像獎中四個類別獲得提名，包括最佳音效剪輯、最佳視覺效果、最佳原創歌曲、最佳混音。在第25屆土星獎上，《世界末日》贏得最佳導演與最佳科幻電影[A]獎項。另外在第19屆金酸莓獎，《世界末日》也獲選入圍7項提名，包括最差男主角、最差導演、最差原創歌曲、最差影片、最差搭檔、最差劇本、以及最差女配角，其中只有被提名最差男主角的布魯斯·威利獲獎，而該年布魯斯·威利除了《世界末日》外，另有《終極密碼戰》與《緊急動》兩部電影在該年度上映。
| 獎項                    | 類別                              | 得獎者/獲入圍者 | 結果    | 附註   |
| ----------------------- | --------------------------------- | --- | ------- | ------ |
| 第71屆奧斯卡金像獎      | 最佳音效剪輯                      | 乔治·沃特斯 | 提名    | [ 31 ] |
| 第71屆奧斯卡金像獎      | 最佳視覺效果                      | 理查·胡佛、帕特里克·麥克朗、約翰·費濟爾                                                                                              | 提名    | [ 31 ] |
| 第71屆奧斯卡金像獎      | 最佳原創歌曲 《我不願錯過這一切》 | 黛安·華倫 | 提名    | [ 31 ] |
| 第71屆奧斯卡金像獎      | 最佳混音                          | 凯文·奥康奈尔、格雷格·羅素、基思·韋斯特                                                                                              | 提名    | [ 31 ] |
| 日本電影金像獎          | 最佳外語片                        | 《世界末日》 | 提名    |        |
| ASCAP電影、電視、音樂獎 | 最佳電影歌曲                      | 黛安·華倫 | 獲獎    | [ 32 ] |
| 百視達巨星獎            | 科幻電影類最佳男主角              | 布魯斯·威利 | 獲獎    | [ 33 ] |
| 百視達巨星獎            | 科幻電影類最佳女主角              | 麗芙·泰勒 | 提名    | [ 33 ] |
| 百視達巨星獎            | 科幻電影類最佳男配角              | 班·艾佛列克 | 獲獎    | [ 33 ] |
| 百視達巨星獎            | 科幻電影類最佳男配角              | 比利·鮑伯·松頓 | 提名    | [ 33 ] |
| 百視達巨星獎            | 最佳原声歌曲                      | 特雷弗·拉賓、哈利·葛瑞森-威廉斯 | 提名    | [ 33 ] |
| BMI電影/電視獎          | 最佳音樂                          | 特雷弗·拉賓 | 獲獎    |        |
| 美國電影音響學會獎      | 最佳成就最佳電影混音              | 凯文·奥康奈尔、格雷格·羅素、基思·韋斯特                                                                                              | 提名    | [ 34 ] |
| 1999年葛萊美獎          | 最佳影視歌曲                      | 黛安·華倫 | 提名    | [ 34 ] |
| 第19屆金酸莓獎          | 最差男主角                        | 布魯斯·威利 | 獲獎    | [ 34 ] |
| 第19屆金酸莓獎          | 最差導演                          | 麥可·貝 | 提名    | [ 34 ] |
| 第19屆金酸莓獎          | 最差原創歌曲 《我不願錯過這一切》 | 黛安·華倫 | 提名    | [ 34 ] |
| 第19屆金酸莓獎          | 最差影片                          | 傑瑞·布洛克海默、盖尔·安妮·赫德、麥可·貝                                                                                             | 提名    | [ 34 ] |
| 第19屆金酸莓獎          | 最差搭檔                          | 班·艾佛列克、麗芙·泰勒 | 提名    | [ 34 ] |
| 第19屆金酸莓獎          | 最差劇本                          | 強納森·漢斯林、J·J·亞柏拉罕 | 提名    | [ 34 ] |
| 第19屆金酸莓獎          | 最差女配角                        | 麗芙·泰勒 | 提名    | [ 34 ] |
| MPSE金卷轴奖            | 最佳音效剪輯                      | 凯文·奥康奈尔、格雷格·羅素、基思·韋斯特                                                                                              | 提名    | [ 34 ] |
| MPSE金卷轴奖            | 音樂類最佳音效剪輯                | 鲍勃·巴达米（Bob Badami）、威尔·卡普兰（Will Kaplan）、香農·艾爾比（Shannon Erbe）、馬克·揚·沃達爾奇威斯基（Mark Jan Wlodarkiewicz） | 提名    | [ 34 ] |
| 1998年衛星獎            | 最佳原創歌曲                      | 史密斯飛船 | 獲獎    | [ 34 ] |
| 1998年衛星獎            | 最佳視覺效果                      | 理查·胡佛、帕特里克·麥克朗、約翰·費濟爾                                                                                              | 提名    | [ 34 ] |
| 電影預告片金像獎        | 最佳預告片                        | | 提名    | [ 34 ] |
| 1999年MTV電影大獎       | 最佳動作場面                      | 《世界末日》 | 獲獎    | [ 34 ] |
| 1999年MTV電影大獎       | 最佳演員-男演員                   | 班·艾佛列克 | 提名    | [ 34 ] |
| 1999年MTV電影大獎       | 最佳演員-女演員                   | 麗芙·泰勒 | 提名    | [ 34 ] |
| 1999年MTV電影大獎       | 最佳電影                          | 《世界末日》 | 提名    | [ 34 ] |
| 1999年MTV電影大獎       | 最佳電影歌曲                      | 史密斯飛船 | 獲獎    | [ 34 ] |
| 1999年MTV電影大獎       | 最佳銀幕搭檔                      | 班·艾佛列克、麗芙·泰勒 | 提名    | [ 34 ] |
| 土星獎                  | 最佳電影男主角                    | 布魯斯·威利 | 提名    | [ 34 ] |
| 土星獎                  | 最佳服裝                          | 邁克爾·卡普蘭、麥格麗·蓋德慈（Magali Guidasci）                                                                                      | 提名    | [ 34 ] |
| 土星獎                  | 最佳導演                          | 麥可·貝 | 獲獎    | [ 34 ] |
| 土星獎                  | 最佳音樂                          | 特雷弗·拉賓 | 提名    | [ 34 ] |
| 土星獎                  | 最佳科幻電影                      | 《世界末日》 | 獲獎[A] | [ 34 ] |
| 土星獎                  | 最佳特別效果                      | 理查·胡佛、帕特里克·麥克朗、約翰·費濟爾                                                                                              | 提名    | [ 34 ] |
| 土星獎                  | 最佳電影男配角                    | 班·艾佛列克 | 提名    | [ 34 ] |
| 青少年票選獎            | 電影票選獎：科幻片男演員          | 班·艾佛列克 | 提名    |        |

## 主題樂園景點
一座以《世界末日》為基礎的遊樂景點『Armageddon – Les Effets Speciau』，位於巴黎迪士尼樂園度假區華特迪士尼影城內。景點內有模擬俄國太空站爆炸時的電影情節景象。飾演大熊的麥可·克拉克·鄧肯曾在開幕預演前出席會場。